# 尾木波菜
尾木 波菜 (おぎ はな、2003年5月8日 - ）は、日本のアイドル、グラビアアイドル。指原莉乃プロデュースの女性アイドルグループ・≠MEのメンバーである。千葉県出身。愛称は、はにゃたん、おぎはな。代々木アニメーション学院所属。

## 来歴
千葉県出身。名前の「波菜」は、九十九里浜の“波”と、千葉の県の花の“菜の花”から取られたという。妹と弟がおり、小学校に入った頃は将来の夢は保育園の先生と言っていた。見学に行った中学校でバトントワリング部の活動を見て惹かれ、中学受験をしてその学校に入学する。高校に進学する頃に友達に誘われてアイドルのオーディションを受け、最終審査までいったものの落選する。落ちたまま終わりたくなかったことから、ちょうど募集されていた=LOVEの姉妹グループのオーディションを受ける。
2019年1月26日、=LOVEの姉妹グループオーディションの最終審査に合格、2月24日に≠MEのお披露目会見が行われ、メンバーとして正式に発表された。
2021年4月7日、キングレコードよりデビューミニアルバム『超特急 ≠ME行き』が発売。
2022年11月14日、『熱闘!Mリーグ』に初出演。11月22日には尾木の初センター曲となる「ウルトラレアキッス」がYouTubeで公開される。菅波美玲、本田珠由記との3人によるユニット曲で、翌日の大阪公演で披露された。
2023年2月9日発売の『週刊ヤングジャンプ』では初の水着グラビアを披露。2月13日に放送された『沼にハマってきいてみた』の昭和レトロ自販機の回にゲスト出演。5月5日には、大阪と東京で8月に上演予定の舞台『転生したらスライムだった件』のキャストが公開され、主人公のリムル＝テンペスト役を演じることが発表された。舞台の上演後、第2弾として「『転生したらスライムだった件』-魔王来襲編＆人魔交流編-」が2024年夏に東京と大阪で上演されることが決定し、尾木の続投も発表された。
2024年4月15日発売の『週刊プレイボーイ』18号の表紙および巻頭グラビアに登場、5月8日に1st写真集『おぎはな』が発売されることが決定した。

## 出演

### テレビ番組
- 熱闘!Mリーグ（2022年11月13日 - 、ABEMA・テレビ朝日系列） - 不定期出演。
- めざましテレビ（2025年4月1日 - 、フジテレビ） - トレンド情報コーナー『イマドキ』のリポーター・イマドキガール。[17]

### テレビドラマ
- もしも、この気持ちを恋と呼ぶなら…。（2022年9月24日、ABCテレビ） - 山崎春陽 役[18]

### テレビアニメ
- 最近雇ったメイドが怪しい（2022年、美術の授業を受ける生徒）[19]
- 甘神さんちの縁結び（2025年、若い女B）[20]

### 舞台
- ≠ME ACT LIVE「おジャ魔女どれみドッカ～ン！」（2022年5月15日 - 22日、品川プリンスホテル ステラボール） - ジュエリーチーム・ハナちゃん 役（コロンチーム・本田珠由記とWキャスト）[21]
- 舞台「転生したらスライムだった件」シリーズ - 主演・リムル＝テンペスト 役
  - 舞台「転生したらスライムだった件」（2023年8月3日 - 5日、メルパルクホール大阪、8月11日 - 14日、日本青年館ホール）[22]
  - 舞台「転生したらスライムだった件」」-魔王来襲編&人魔交流編-（2024年7月25日 - 28日、天王洲 銀河劇場 / 8月2日・3日、サンケイホールブリーゼ）[23]

### イベント
- 山添展（2025年5月3日、銀座ブロッサム 中央会館 ホール） - 蟹沢萌子と共に[24]。

### モデル
- Jamie エーエヌケー
  - 2020 AW Collection Vol.5 近未来自由進化論（2020年11月6日） - 本田珠由記と共に起用された。[25]
  - 2021 AW Collection Vol.3 【The Great Escape】（2021年9月3日）[26]

## 書籍

### 写真集
- 1st写真集『おぎはな』（2024年5月8日、集英社、撮影：細居幸次郎）ISBN 978-4-08-790164-1